# Fuglafjørður (település)
Fuglafjørður (dánul: Fuglefjord) település Feröer Eysturoy nevű szigetén. Fuglafjørður község központja.

## Földrajz

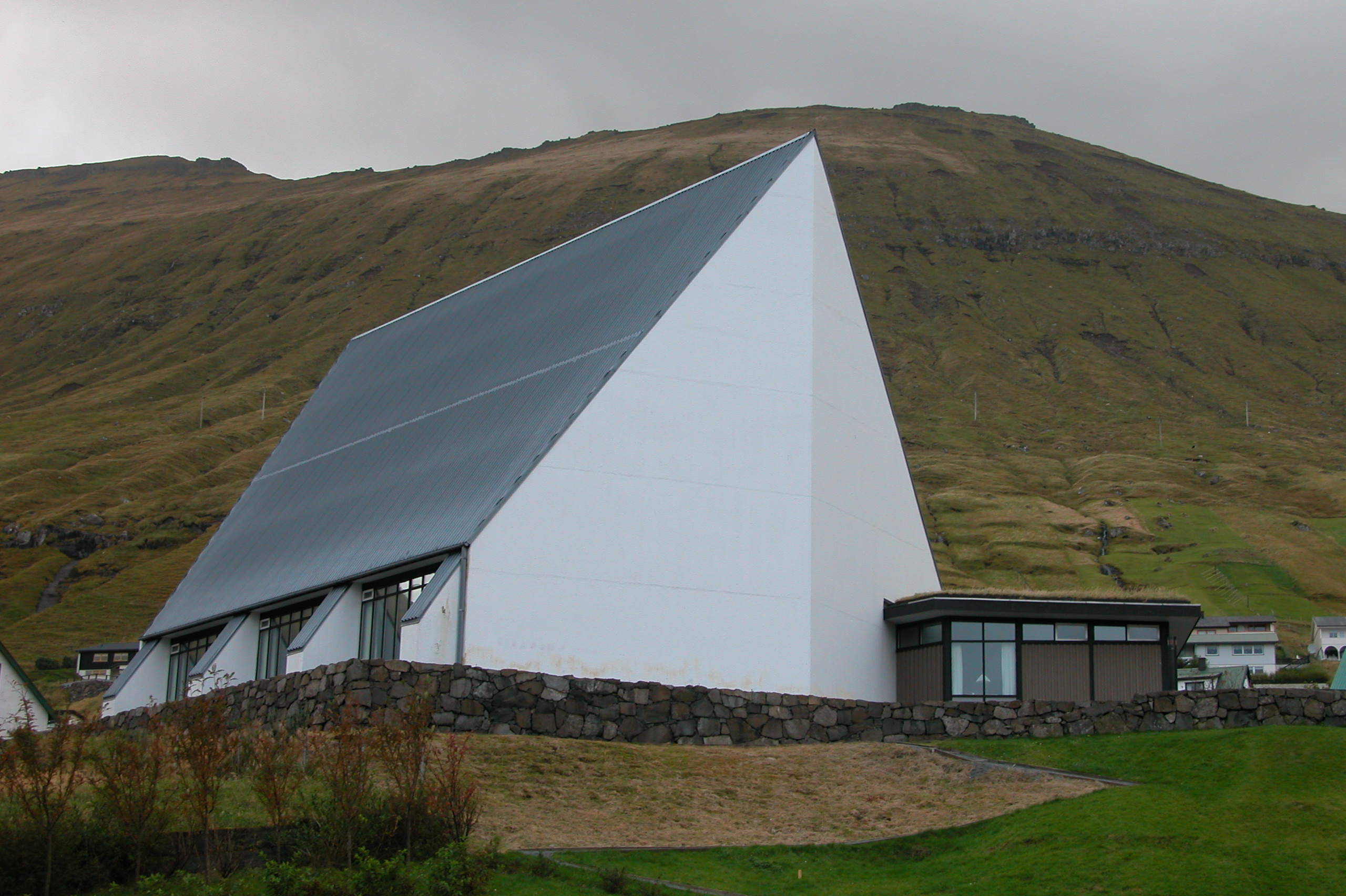
Az ultramodern templom

A település a sziget keleti oldalán, az azonos nevű Fuglafjørður fjord partján fekszik, de a környező meredek domboldalakra is felkapaszkodik. A városközpont, ahol a legtöbb üzlet és szolgáltatás koncentrálódik, a kikötő közelében található. A településtől délre, a fjord déli partján egy 18 °C-os vizet adó hévízforrás, a Varmakelda található.

## Történelem
A falu a viking honfoglalás idejéből származik.
A mintegy ötven éve elvégzett ásatások is alátámasztják, hogy már 950-1050 között is éltek itt emberek.
1849-ben alapították a várostól északra a Hellur nevű falut, amely azonban sosem nőtt nagyra, ma 12 fő lakja. A városközpontban lévő templom 1984-ben épült. 1985-ben létesült a Kambsdalur nevű külváros Fuglafjørðurtól 3 km-re délre, ahol az északkelet-feröeri oktatási központ és a regionális sportcsarnok is található. Utóbbi főként kézilabda, tollaslabda és teremfoci űzésére szolgál.

## Népesség
| Év              | Lakosság |
| --------------- | -------- |
| 1801            | 128      |
| 1986. január 1. | 1583     |
| 1991. január 1. | 1591     |
| 1996. január 1. | 1383     |
| 2001. január 1. | 1519     |
| 2006. január 1. | 1529     |

## Gazdaság
A kikötő forgalmas csomópont, főként a halászat miatt. Ide koncentrálódik a halfeldolgozó ipar (az 1964-ben alapított heringfeldolgozó üzem a legnagyobb foglalkoztató), de van egy sólyája, de vonóhálókat is gyártanak a halászati ágazat számára, valamint egy kőolaj-raktár is van itt. Az 1970-es években a halászat okozta szag volt a fő probléma, azonban ezt mára megoldották.

## Közlekedés
Fuglafjørður zsáktelepülés: az egyetlen út déli irányba, Kambsdalur és Norðragøta felé vezet. Az autóbusz-összeköttetést a 410-es járat biztosítja Leirvík és Klaksvík felé.

## Kultúra
Az utóbbi években Fuglafjørður egy kulturális központtal is gyarapodott, ami Eysturoy egyik legnagyobb vonzereje. Számos koncertet és más rendezvényt tartanak itt. Minden július első szombatján népünnepélyt tartanak a településen.

## Sport
Labdarúgócsapata az ÍF Fuglafjørður.